# Дубцов, Евгений Сергеевич
Евге́ний Серге́евич Дубцо́в (род. 24 сентября 1969) — российский математик, доктор физико-математических наук (2004), профессор РАН (2016).

## Образование, становление
Выпускник кафедры математического анализа СПбГУ 1992 года, руководитель А. Б. Александров, тема диплома «Некоторые задачи теории функций в шаре и в полуплоскости».
Диссертации:
- Некоторые вопросы гармонического анализа на комплексной сфере : Автореф. дис. на соиск. учен. степ. к.ф.-м.н. : Спец. 01.01.01; С.-Петерб. гос. ун-т. — СПб., 1995. — 15 с. ;
- Плюригармонический анализ Фурье и теория функций : диссертация … доктора физико-математических наук : 01.01.01. — Санкт-Петербург, 2004. — 198 с.

## Научная деятельность
Места работы:
- Санкт-Петербургское отделение Математического института им. В. А. Стеклова РАН (ПОМИ), лаборатория математического анализа, ведущий научный сотрудник;
- Санкт-Петербургский государственный университет, математико-механический факультет (ММФ), профессор.

Научные интересы:  гармонический анализ, комплексный анализ.

## Некоторые публикации
- Doubtsov E. Bloch-to-BMOA compositions on complex balls // Proc. Amer. Math. Soc. — 2012. —V. 140. —P. 4217-4225.
- Doubtsov E. Weighted Bloch spaces and quadratic integrals // J. Math. Anal. Appl. — 2014. —V. 412. —P. 269—276.
- Abakumov E. and Doubtsov E. Moduli of holomorphic functions and logarithmically convex radial weights // Bull. London Math. Soc. — doi: 10.1112/blms/bdv026.
- Е. С. Дубцов, «Классические операторы на пространствах Блоха», Исследования по линейным операторам и теории функций. 37, Зап. научн. сем. ПОМИ, 366, ПОМИ, СПб., 2009, 42-52; J. Math. Sci. (N. Y.), 165:4 (2010), 449—454
- Doubtsov, E., «Henkin measures, Riesz products and singular sets», Ann. Inst. Fourier (Grenoble), 48:3 (1998), 699—728
- Doubtsov, E., «Little Bloch functions, symmetric pluriharmonic measures, and Zygmund’s dichotomy», J. Funct. Anal., 170:2 (2000), 286—306
- Doubtsov, E., «Differentiation properties of symmetric measures», Potential Anal., 27:4 (2007), 389—401
- Doubtsov, E., «Multipliers of fractional Cauchy transforms», Integral Equations and Operator Theory[англ.], 64:2 (2009), 177—192
- Doubtsov, E., «Carleson-Sobolev measures for weighted Bloch spaces», J. Funct. Anal., 258:8 (2010), 2801—2816